# Бенфіка (футбольний клуб, Лісабон)
Бенфіка (порт. Sport Lisboa e Benfica) — професійний португальський футбольний клуб з міста Лісабон заснований 28 лютого 1904 року. «Бенфіка» вважається однією з команд-засновниць чемпіонату Португалії, заснованого в 1933 році. Є одним з найбільш титулованих клубів Португалії: 38-разовий чемпіон Португалії, 29-разовий володар Кубка і 9-разовий — Суперкубка країни. Домашнім стадіоном клубу є «Да Луж», що вміщає 64 642 глядачі.
Поряд з «Порту» та «Спортінгом», «Бенфіка» входить у «велику трійку» клубів Португалії (порт. Os Três Grandes). До того ж клуб жодного разу не покидав вищий португальський дивізіон. Крім того, «Бенфіка» стала першим клубом у чемпіонаті Португалії, який не програв жодного матчу в сезоні (1972/73), і єдиним клубом Європи, який повторив цей успіх (1977/78). Також клуб є єдиним португальським клубом, який взяв участь у 10 фіналах європейських клубних турнірів.
«Бенфіка» посіла 12 місце в списку найкращих футбольних клубів XX століття за версією ФІФА, 7 місце — за версією журналу Kicker. Також IFFHS поставив «Бенфіку» на 9 місце в рейтингу найкращих європейських клубів XX століття.
Примітно, що, на відміну від більшості європейських клубів, вболівальники «Бенфіки» самі утримують клуб і керують ним з моменту його заснування. «Бенфіка» займає 22-е місце в списку найбагатших команд планети, з річним оборотом €111,1 млн.

## Історія
Клуб був заснований 28 лютого 1904 року групою футболістів-аматорів і учнів коледжу «Real Casa Pia de Lisboa» у кількості 24 чоловік, що влаштували збори в найближчій аптеці «Farmacia Franco» на вулиці Белен в однойменному районі. Серед них був і Косме Даміан. Спочатку клуб мав назву «Спортивне товариство Лісабона», проте в 1908 році він об'єднався зі «Спортивним товариством Бенфіка». Новий клуб поєднав емблеми і кольори кожного з двох спортивних товариств.

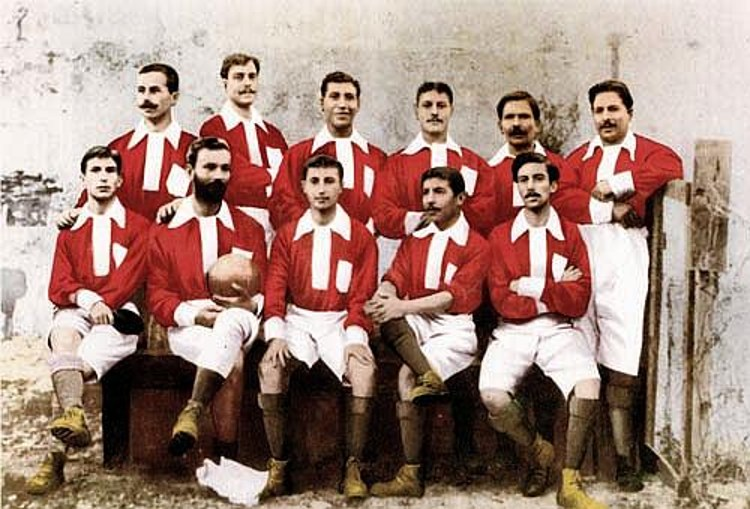
Перший склад команди у 1904 році.

У 1920 році по «Бенфіці» було завдано серйозного психологічного удару, коли кілька гравців покинули клуб і створили «Белененсіш». У 1933 році клуб стає одним із засновників турніру серед професійних футбольних клубів Португалії поряд зі «Спортингом» і «Порту». «Бенфіка» ніколи не покидала вищий дивізіон, так само як і її одвічні суперники — «Спортинг» та «Порту». Перший кубок клуб виграє в 1936 році.
1940-і роки в Португалії ознаменувалися запеклим протистоянням «Бенфіки» і «Спортинга» практично в кожному чемпіонаті.

### Золота ера (1960–1970)
Золота ера клубу припадає на 1960-ті роки. У той час за команду виступають знамениті португальські футболісти мозамбіцького походження Маріу Колуна і володар «Золотого М'яча» 1965 бомбардир Ейсебіо. У 1961 році «Бенфіка» перериває домінування мадридського «Реала» в Європі, перемагаючи в Кубку чемпіонів, де у фіналі «Бенфіка» обіграла «Барселону» з рахунком 3:2.

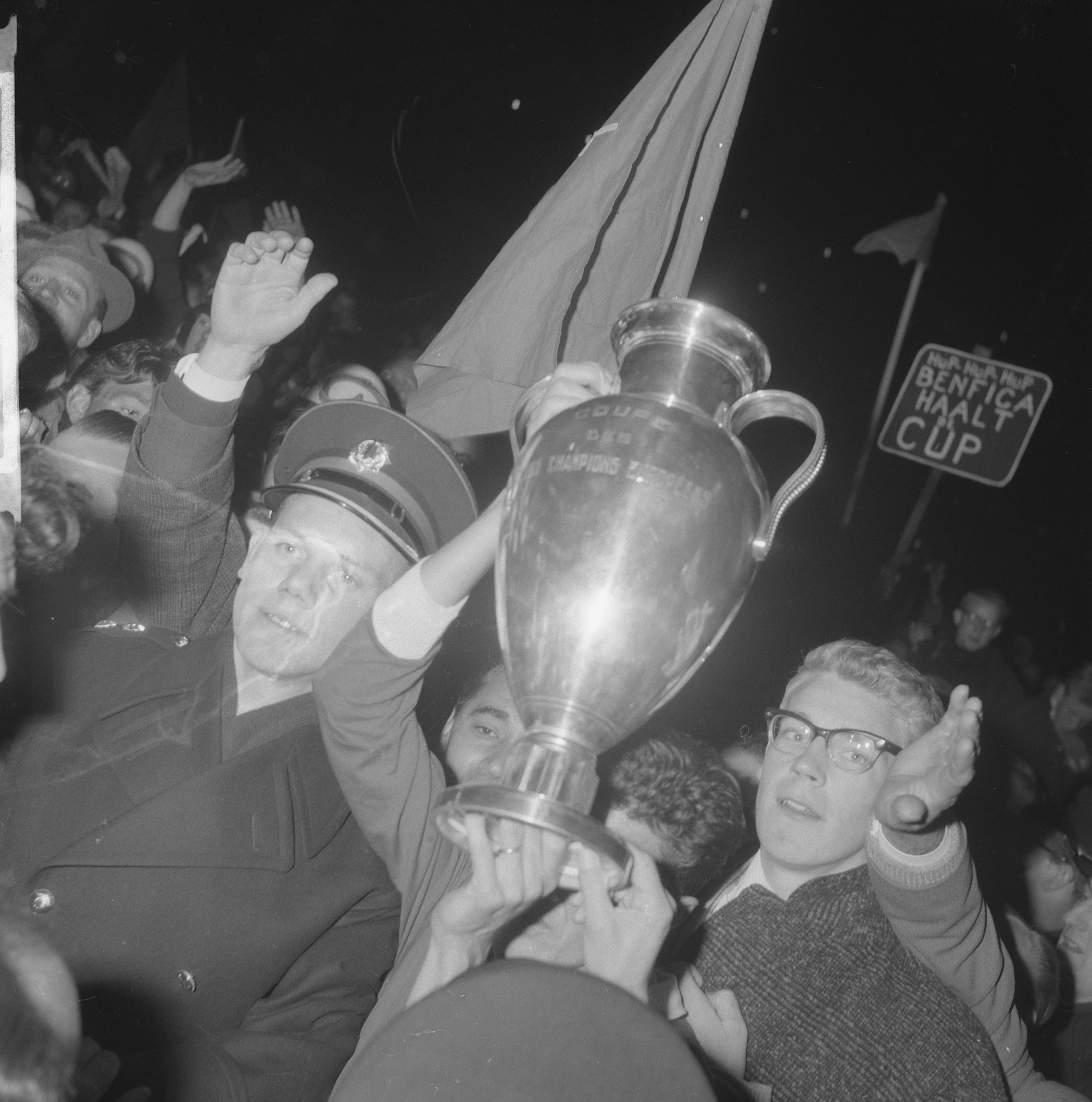
«Бенфіка» святкує перемогу у фіналі Кубка європейських чемпіонів 1962 року.

У 1962 році у фіналі Кубка чемпіонів виявляється переможений вже мадридський «Реал» — 5:3 (вирішальним виявився дубль Ейсебіо). Потім «Бенфіка» тричі виступала в фіналі Кубка чемпіонів, але програвала його: в 1963 поступалася «Мілану», в 1965 «Інтеру» і в 1968 році «Манчестер Юнайтед». Також в 1960-і роки клуб виграв 8 чемпіонських титулів і 3 Кубка Португалії.

### Прокляття Гуттманна
У 1962 році Бела Гуттманн після виграшу трьох чемпіонатів країни та двох перемог поспіль у Кубку європейських чемпіонів пішов з клубу. Причиною розбіжностей стала відмова керівництва клубу виплатити тренерові додаткову винагороду за перемогу в Кубку чемпіонів. Керівники не розуміли, що причиною успіхів клубу є в першу чергу тренерська робота Б. Гуттманна і визнали, що з таким складом команди перемоги будуть у них в кишені і при іншому тренері. За розповідями очевидців, нібито виведений з рівноваги Б. Гуттманн сказав керівництву клубу на прощання: «Якщо так, то я подаю у відставку. Але тільки через сто років настане той час, коли „Бенфіка“ знову переможе в цьому Кубку». З тих пір клуб 5 разів грав у фіналі Кубка чемпіонів і 3 рази — у фіналі Кубка УЄФА / Ліги Європи УЄФА, але жодного разу не вигравав у фіналі.

### 1970–1994
У 1970-ті роки «Бенфіка» продовжувала домінувати на внутрішній арені (6 чемпіонських титулів і 2 кубки), проте в єврокубках клуб зазнає невдач.

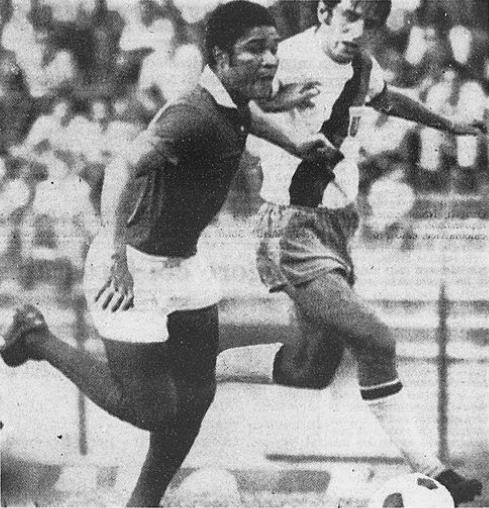
Еусебіу у 1968 році, легендарний гравець «Бенфіки», який носив футболку команди з 1961 по 1975 рік.

Нове відродження відбувається на початку 1980-х років під керівництвом шведа Свен-Йорана Ерікссона. Клуб виграє дві національних першості (1983 і 1984), Кубок Португалії і доходить до фіналу Кубка УЄФА, де поступається бельгійському «Андерлехту». Потім клуб виграє титули в 1987 і 1989 роках, і доходить до фіналів кубка чемпіонів у 1988 і 1990 роках. На початку 1990-х років клуб, незважаючи на тяжке становище, гідно конкурує з «Порту».

### Чорні дні (1994—2003)
З середини 1990-х починається найпохмуріший період в історії клубу. В ті роки клуб не виграв жодних нагород і лише накопичував борги. Наприклад, у 2001 році «Бенфіка» фінішувала на шостій позиції в чемпіонаті країни і вперше не потрапила в єврокубки.

### Нова ера (2004— …)
У 2004 році клуб під керівництвом Хосе Антоніо Камачо виграв кубок країни, вирішальний гол на 103-й хвилині забив капітан «орлів» Сімау Саброза. Вдалий сезон був затьмарений смертю нападника Міклоша Фехера, який помер у тому ж році на футбольному полі.
У 2005 році «Бенфіка» вперше за 11 років виграє чемпіонат під керівництвом Джованні Трапаттоні.

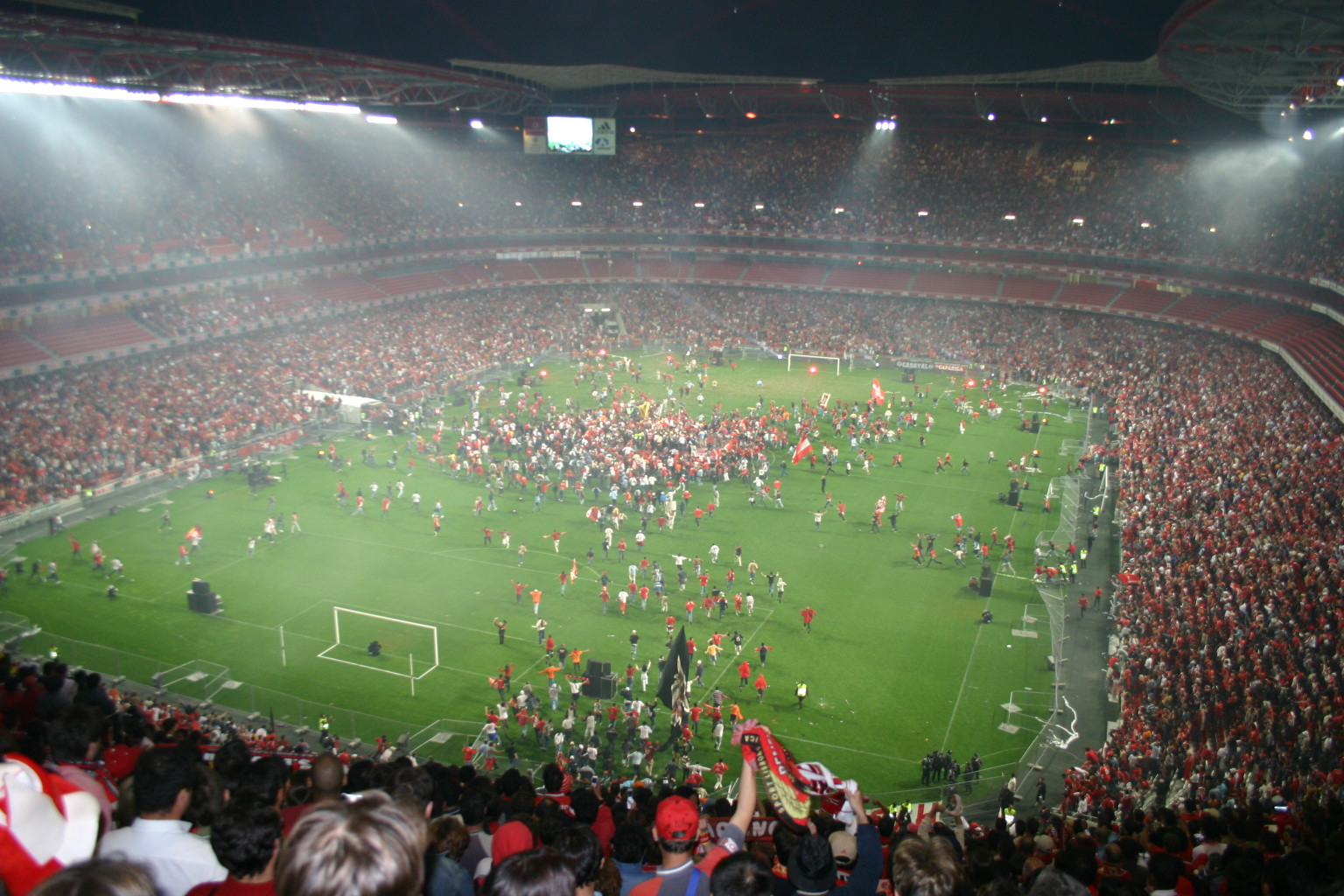
Святкування чемпіонства 2004/05 на «Ештадіу да Луж»

У 2009 році клуб виграє Кубок ліги, перегравши у фіналі «Спортинг» у серії пенальті.
У 2010 році команда вперше за п'ять років стає чемпіоном Португалії під керівництвом Жорже Жезуша і в тому ж році виграє Кубок ліги.
У сезоні 2013/14 «Бенфіка» дійшла до фіналу Ліги Європи. У матчі зустрілися іспанська «Севілья» і португальська «Бенфіка». Переможцем стала «Севілья», яка виявилася сильнішою в серії післяматчевих пенальті.

## Історія логотипів

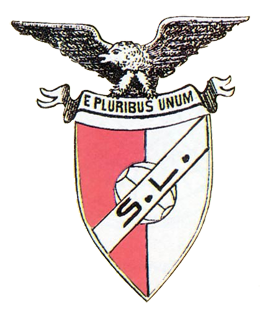
1904–1908 (Sport Lisboa)
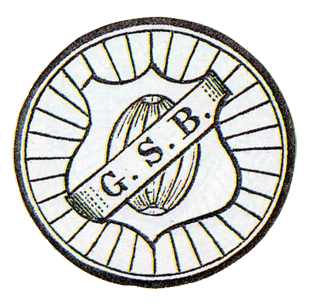
1906–1908 (Grupo Sport Benfica)
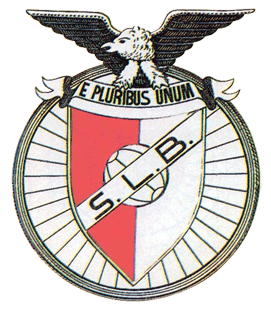
1908–1930
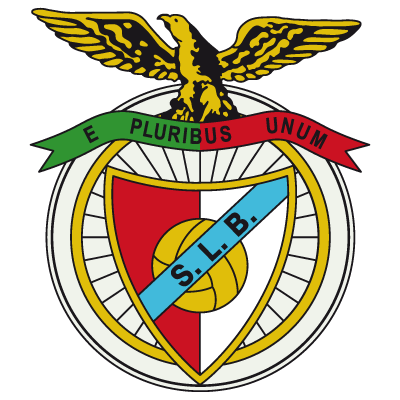
1930–1999

## Досягнення
- Чемпіонат Португалії:

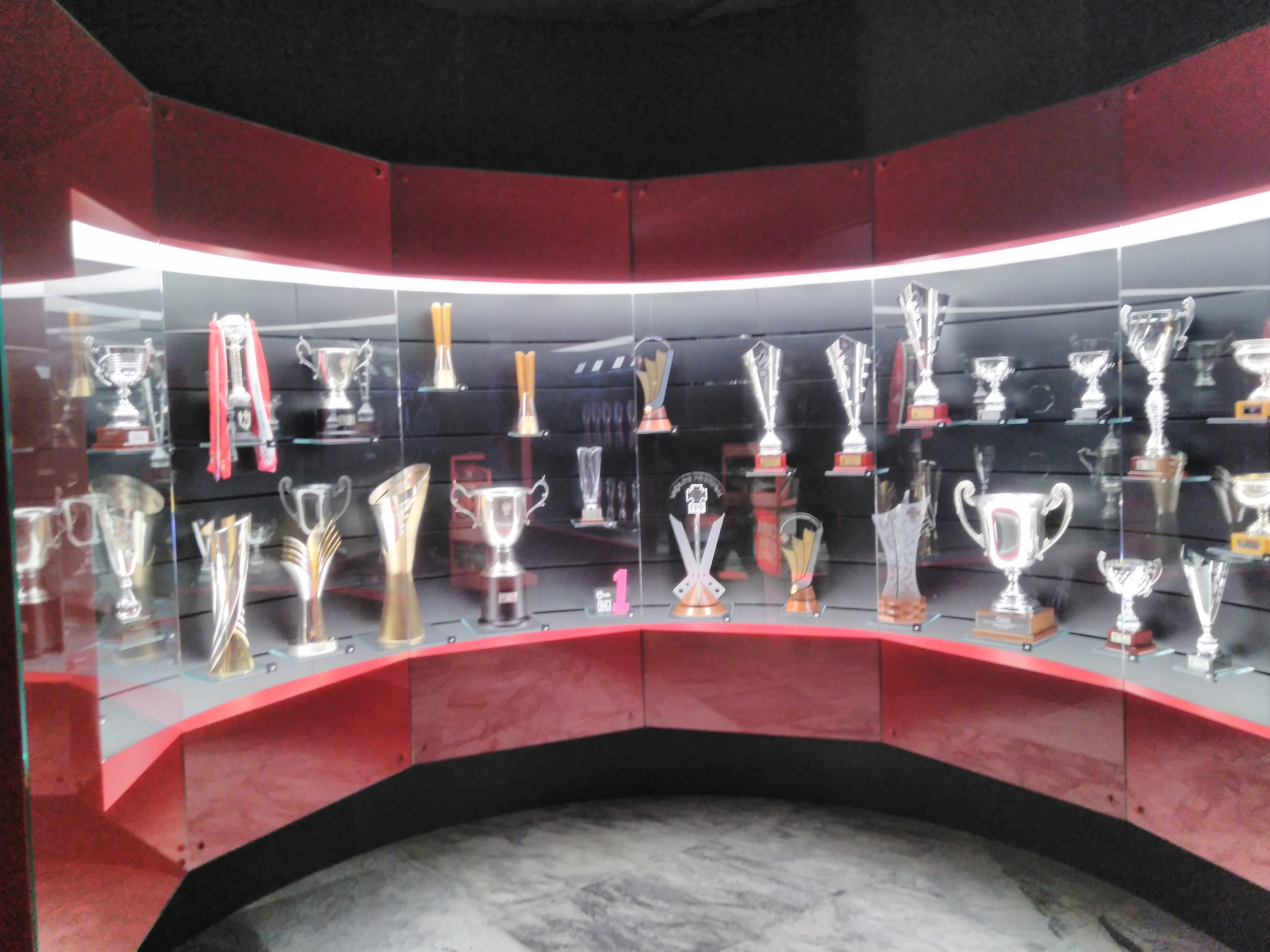
Музей «Бенфіки» з трофеями.

  - Чемпіон (38): 1936, 1937, 1938, 1942, 1943, 1945, 1950, 1955, 1957, 1960, 1961, 1963, 1964, 1965, 1967, 1968, 1969, 1971, 1972, 1973, 1975, 1976, 1977, 1981, 1983, 1984, 1987, 1989, 1991, 1994, 2005, 2010, 2014, 2015, 2016, 2017, 2019, 2023
  - Віце-чемпіон (31): 1944, 1946, 1947, 1948, 1949, 1952, 1953, 1956, 1959, 1966, 1970, 1974, 1978, 1979, 1982, 1986, 1988, 1990, 1992, 1993, 1996, 1998, 2003, 2004, 2011, 2012, 2013, 2018, 2020, 2024, 2025

- Кубок Португалії:
  - Володар (29): 1930, 1931, 1935, 1940, 1943, 1944, 1949, 1951, 1952, 1953, 1955, 1957, 1959, 1962, 1964, 1969, 1970, 1972, 1980, 1981, 1983, 1985, 1986, 1987, 1993, 1996, 2004, 2014, 2017
  - Фіналіст (13): 1938, 1939, 1958, 1965, 1971, 1974, 1975, 1989, 1997, 2005, 2013, 2020, 2021, 2025

- Володар Суперкубка Португалії (10): 1980, 1985, 1989, 2005, 2014, 2016, 2017, 2019, 2023, 2025

- Володар Кубка ліги Португалії (8): 2009, 2010, 2011, 2012, 2014, 2015, 2016, 2025

- Володар Кубка європейських чемпіонів (2): 1961, 1962

- Переможець Юнацької ліги УЄФА (1): 2022

## Дербі

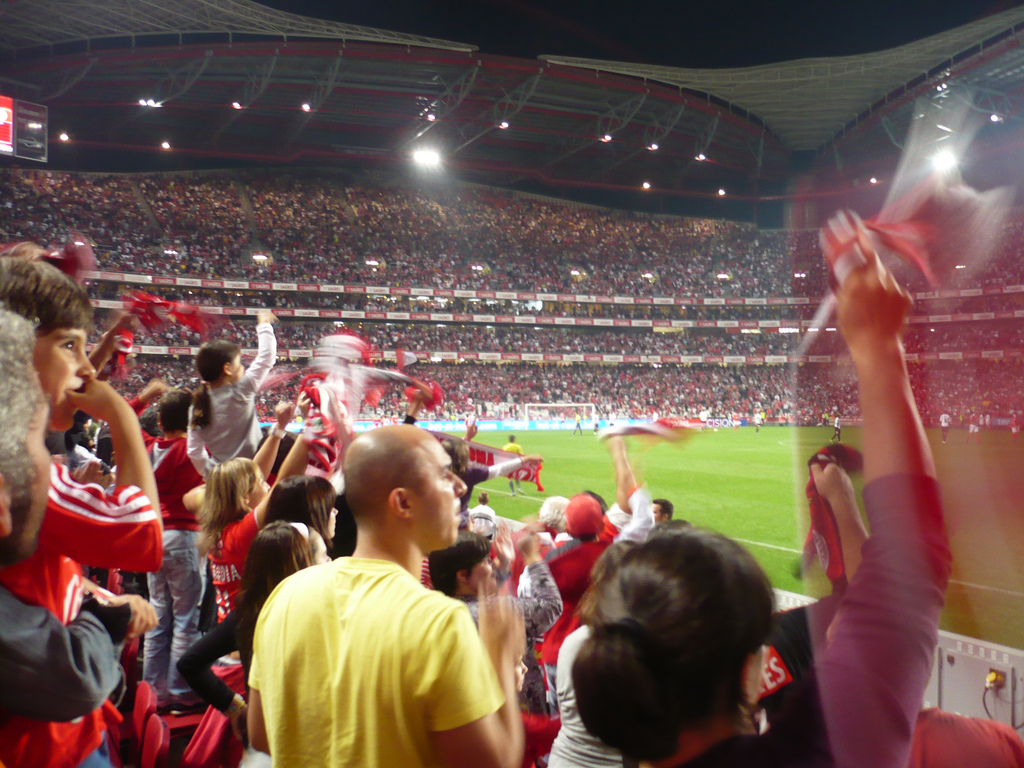
Вболівальники «Бенфіки». 2009 рік.

У «Бенфіки» є два головних принципових протистояння.
Одне з них — це «Лісабонське дербі», протистояння з клубом «Спортинг». Інше-це «О Класіко», протистояння з клубом «Порту». Крім цього, важливими суперниками «Бенфіки» в чемпіонаті Португалії є «Брага», «Белененсеш», «Віторія» та «Пасуш де Феррейра». Так само раніше одним із суперників був лісабонський «Атлетіко».

## Вболівальники
«Бенфіка» є найпопулярнішим клубом Португалії. «Бенфіка» також дуже популярна в світі, зокрема ділить звання найпопулярнішої команди світу з клубом «Манчестер Юнайтед». Дві найбільші фанатські групи «Diabos Vermelhos», «No Name Boys» мають складні відносини між собою.
Також фанати мають дружні стосунки з «Хайдуком» з Хорватії. З ультрас «Роми», підтримують контакти люди з «Diabos Vermelhos». Ворогами є «Порту», «Спортінг», «Брага» і «Атлетіко».
Вболівальники клубу в Андоррі організували футбольний клуб «Пенья Енкарнада», який має символіку «Бенфіки» і зараз виступає у вищому дивізіоні цієї країни.

## Склад команди
Станом на 29 квітня 2025
| №  | Поз. | Нац.       | Гравець                      |
| -- | ---- | ---------- | ---------------------------- |
| 1  | ВР   | Україна    | Анатолій Трубін              |
| 3  | ЗХ   | Іспанія    | Альваро Каррерас             |
| 4  | ЗХ   | Португалія | Антоніу Сілва (віце-капітан) |
| 6  | ЗХ   | Данія      | Александер Ба                |
| 7  | НП   | Швейцарія  | Зекі Амдуні                  |
| 8  | ПЗ   | Норвегія   | Фредрік Аурснес              |
| 9  | НП   | Бразилія   | Артур Кабрал                 |
| 10 | ПЗ   | Туреччина  | Оркун Кекчю                  |
| 11 | НП   | Аргентина  | Анхель Ді Марія              |
| 14 | НП   | Греція     | Вангеліс Павлідіс            |
| 16 | ПЗ   | Португалія | Ману Сілва                   |
| 17 | НП   | Туреччина  | Керем Актюркоглу             |
| 18 | ПЗ   | Люксембург | Леандру Баррейру             |
| 19 | НП   | Італія     | Андреа Белотті               |
| 21 | НП   | Норвегія   | Андреас Шельдеруп            |

| №  | Поз. | Нац.       | Гравець                    |
| -- | ---- | ---------- | -------------------------- |
| 24 | ВР   | Португалія | Семюел Суареш              |
| 25 | НП   | Аргентина  | Джанлука Престіанні        |
| 26 | ЗХ   | Швеція     | Самуель Даль               |
| 27 | НП   | Португалія | Брума                      |
| 30 | ЗХ   | Аргентина  | Ніколас Отаменді (капітан) |
| 44 | ЗХ   | Португалія | Томаш Араужу               |
| 47 | НП   | Португалія | Тіагу Говея                |
| 60 | ПЗ   | Португалія | Нуну Феліш                 |
| 61 | ПЗ   | Португалія | Флорентіну Луїш            |
| 71 | ЗХ   | Португалія | Леандру Сантуш             |
| 81 | ЗХ   | Албанія    | Адріан Байрамі             |
| 84 | ПЗ   | Португалія | Жуан Регу                  |
| 85 | ПЗ   | Португалія | Ренату Санчеш              |
| 86 | ПЗ   | Португалія | Діогу Пріоште              |

## Закріплені номери в клубі
«Бенфіка» назавжди закріпила номер 29 за угорським нападником Міклошем Фехером, який помер від гіпертрофічної кардіоміопатії в січні 2004 року в Гімарайнші під час матчу Прімейра Ліги проти місцевої «Віторії».
- 29  Міклош Фехер, нападник, 2001—2004